# آرشي ألين
آرشي ألين (بالإنجليزية: Archie Allen)‏ هو لاعب كرة قاعدة أمريكي، ولد في 18 مارس 1913 في بيتسفيلد في الولايات المتحدة، وتوفي في 1 نوفمبر 2006.